# Tweekernige urnkorstzwam
De tweekernige urnkorstzwam (Sistotrema binucleosporum) is een schimmel die behoort tot de familie Hydnaceae. Hij leeft saprotroof op naaldhout of naaldstruiken.

## Verspreiding
In Nederland komt de tweekernige urnkorstzwam uiterst zeldzaam voor.